# Evangelio de Vukan
El Evangelio de Vukan (en serbio: Вуканово јеванђеље) es un manuscrito iluminado (evangeliario) serbio del siglo XIII. Fue escrito en Ras, que era entonces la capital del Principado de Serbia, por el monje Simeón por encargo del Príncipe Vukan, hijo del Rey Esteban Nemanja. Es uno de los libros medievales serbios más antiguos que ha sobrevivido, y el aprakos más antiguo escrito en serbio.
Las miniaturas del Evangelio de Vukan de principios del siglo XIII son representativas del estilo de miniaturas "raška" (serbio). Se ejecutaron como continuación del arte Commenus tardío, caracterizado por interpretaciones gráficas. El monje Simeón dejó escrita una larga nota donde explicaba que el manuscrito había sido hecho para el Gran Zupan de la ciudad de Ras, Vukan Nemanjić. Es posible que Simeón fuera también el autor de las miniaturas.